# العلاء بن زياد البصري
أبو نصر العلاء بن زياد بن مطر بن شريح العدوي البصري كان من العباد الصالحين من أهل البصرة، ومن رواة الحديث النبوي ومن كبار التابعين. وكان كثير الخوف والورع، وكان يعتزل في بيته ولا يخالط الناس، وكان كثير البكاء، لم يزل يبكي حتى عمي، وله مناقب كثيرة.

## روايته للحديث
- حدث عن: بشير بْن كعب العدوي، والحسن البصري، وأبيه زياد بْن مطر العدوي، وعمران بن حصين، وعياض بن حمار، وأبي هريرة، ومطرف بن الشخير، وغيرهم.[1]
- روى عنه: إبراهيم بن أبي عبلة، وإسحاق بْن سويد العدوي، وأسيد بْن عَبْد الرحمن الخثعمي، وأوفى بن دلهم، وجرير بْن حازم، وحماد بن زيد، وحميد بن هلال العدوي، وسويد بْن حجير الباهلي، وعُبَيدة العدوي، وعتبة الأَعور، وقتادة بن دعامة، ومطر الوراق، وهارون بن رئاب، وهشام بن حسان، وأخوه هشام بْن زياد العدوي، ونافع أبو غالب الباهلي.[2]

## وفاته
توفي بالبصرة سنة 78 هـ.

## المرجع
1. ↑  سير أعلام النبلاء بقية الطبقة الأولى من كبراء التابعين العلاء بن زياد المكتبة الإسلامية. 30 سبتمبر 2016 نسخة محفوظة 03 ديسمبر 2017 على موقع واي باك مشين.
2. ↑  تهذيب الكمال، المزي، جـ 22، صـ 497، مؤسسة الرسالة، بيروت، الطبعة الأولى، 1980م نسخة محفوظة 22 أكتوبر 2018 على موقع واي باك مشين. [وصلة مكسورة]